# Miejskie Przedsiębiorstwo Komunikacyjne w Poznaniu
Die Miejskie Przedsiębiorstwo Komunikacyjne w Poznaniu Sp. z o.o (kurz: MPK Poznań) ist ein kommunales Verkehrsunternehmen der Stadt Posen.

## Geschichte
Seit 1891 transportierten Pferde-Omnibusse Passagiere vom Bahnhof in die Stadt. Die erste reguläre Linie der Pferdebahn ging am 31. Juli 1880 auf der Strecke Bahnhof – Alter Marktplatz in Betrieb.
Die heutige MPK Poznań wurde am 28. Juni 2000 gegründet.

## Unternehmenstätigkeit
Das Kerngeschäft ist die Beförderung im Bereich des öffentlichen Verkehrs in der Stadt und zwischen Gemeinden. Dazu betreibt MPK Poznań:
- Busverkehr in Posen
- Straßenbahn Posen
- Parkeisenbahn Maltanka
- Werkstätten
- Straßen- und Gleisbau
- Prüfstelle "Okręgowa Stacja Kontroli Pojazdów"
- Werbungs- und Tourismusdienstleistungen,
- Fahrradausleihstelle an der Straßenbahnwendeschleife in der Sobieskiego Siedlung
- ein Stadtverkehrsmuseum.